# Phyllanthus debilis
Phyllanthus debilis är en emblikaväxtart som beskrevs av Jacob Theodor Klein och Carl Ludwig von Willdenow. Phyllanthus debilis ingår i släktet Phyllanthus och familjen emblikaväxter. Inga underarter finns listade i Catalogue of Life.

## Bildgalleri

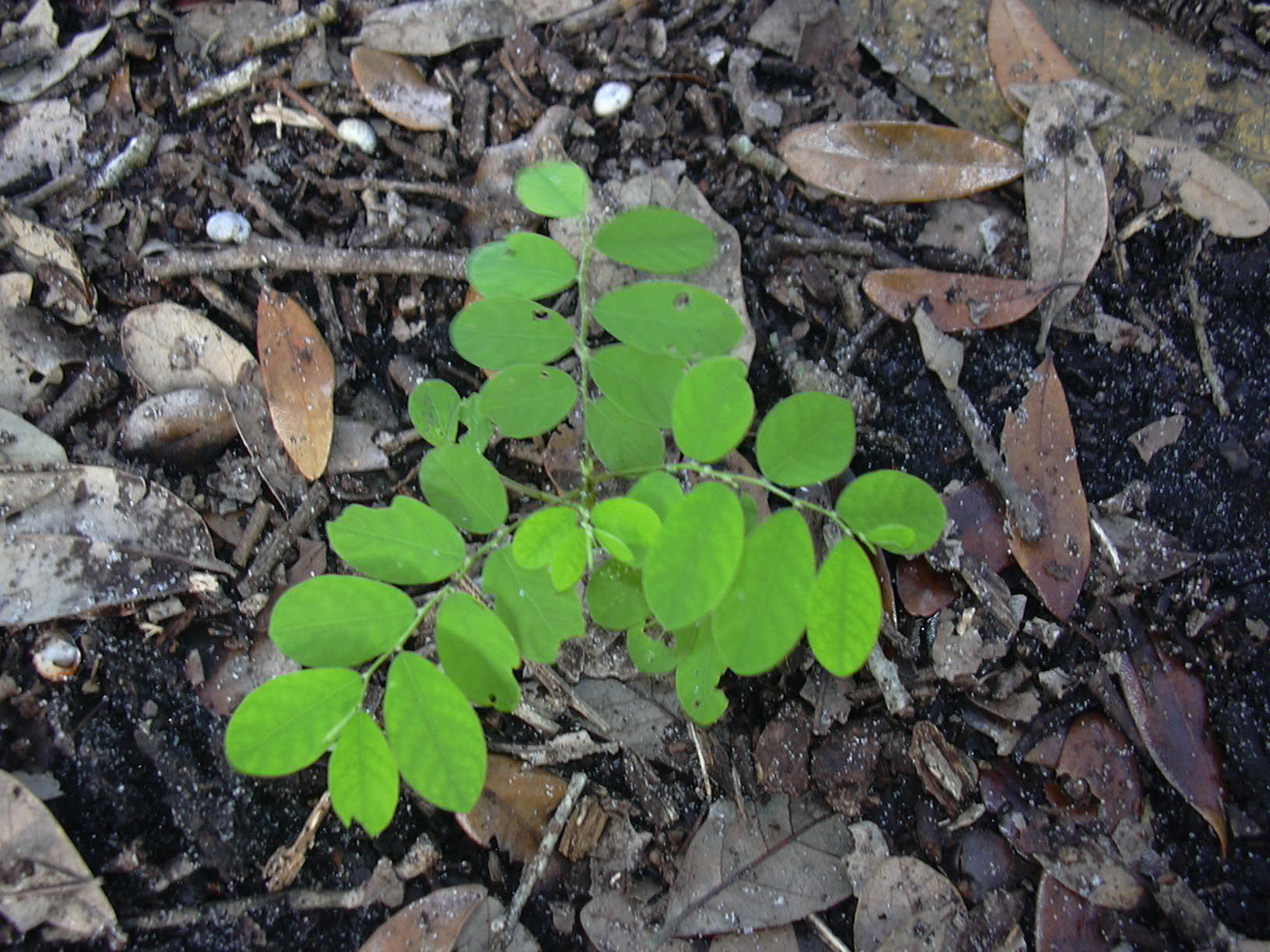
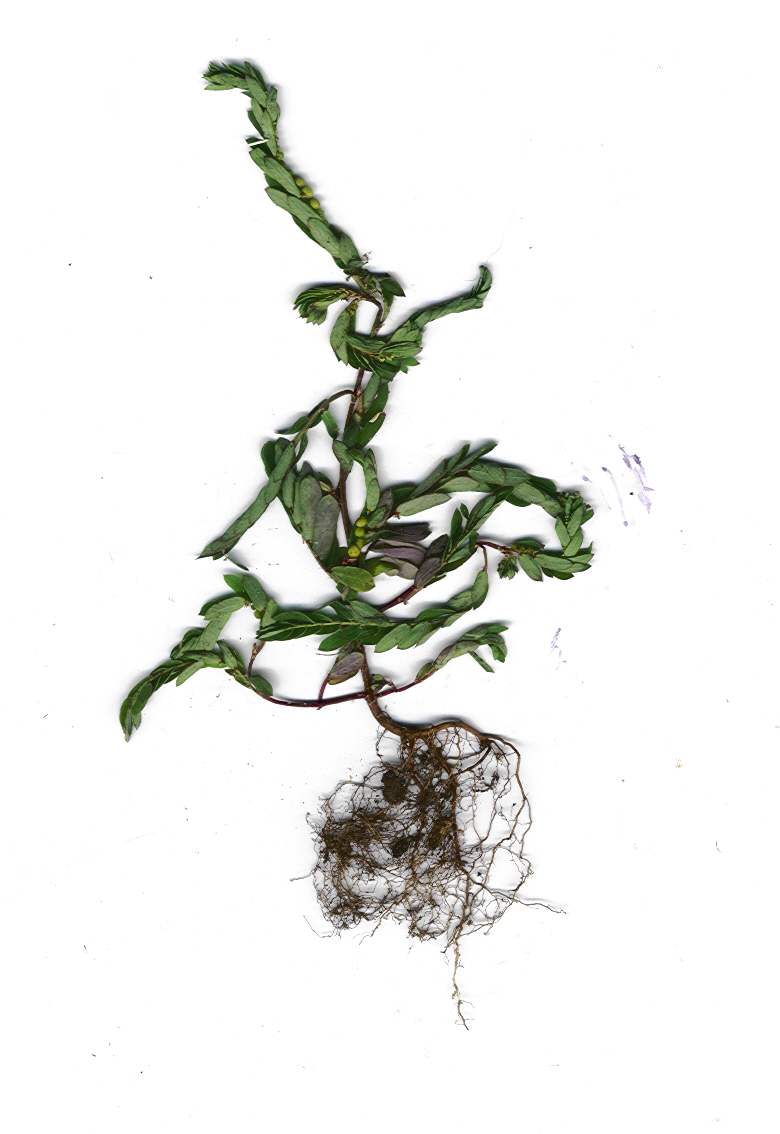
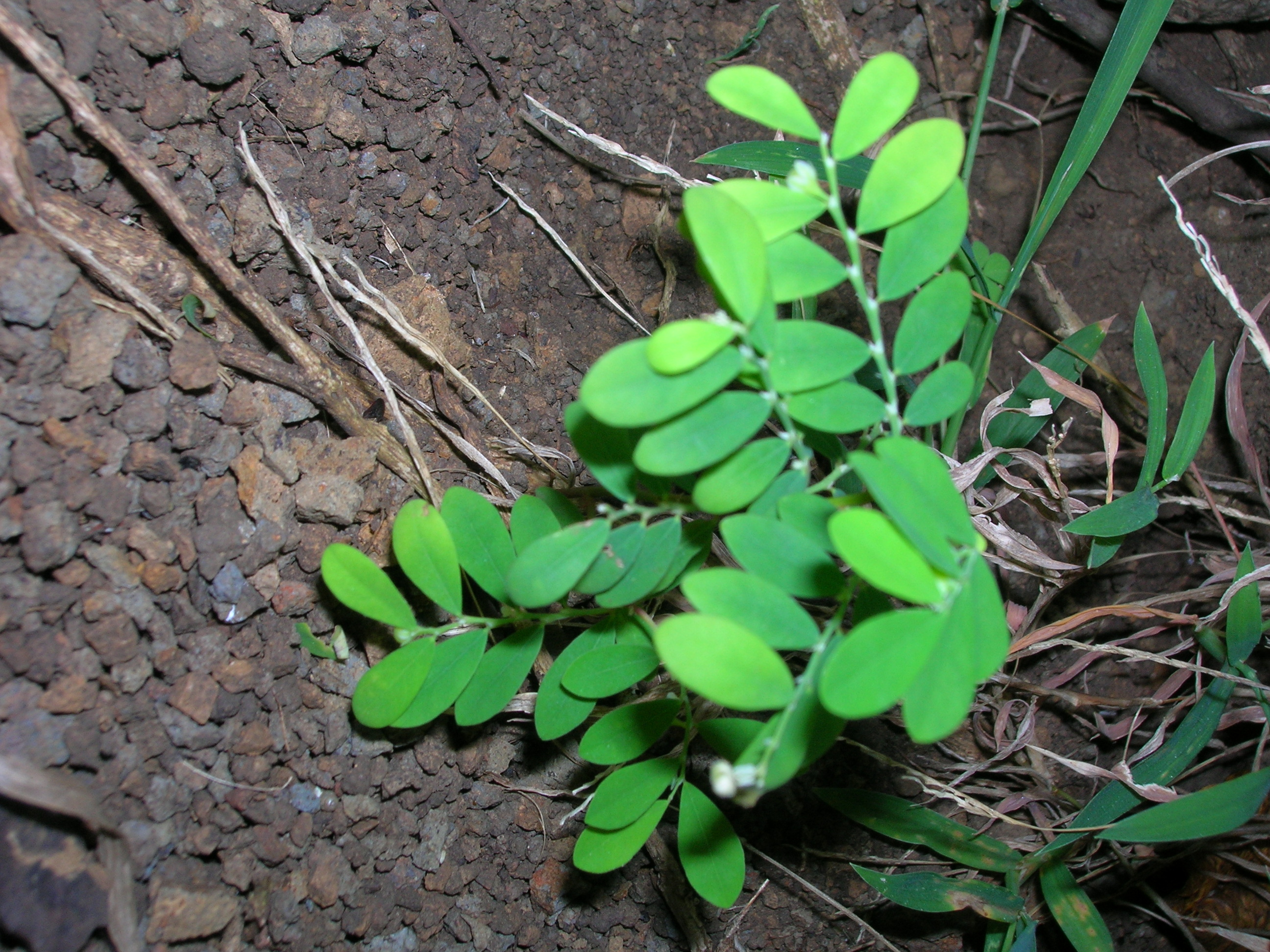
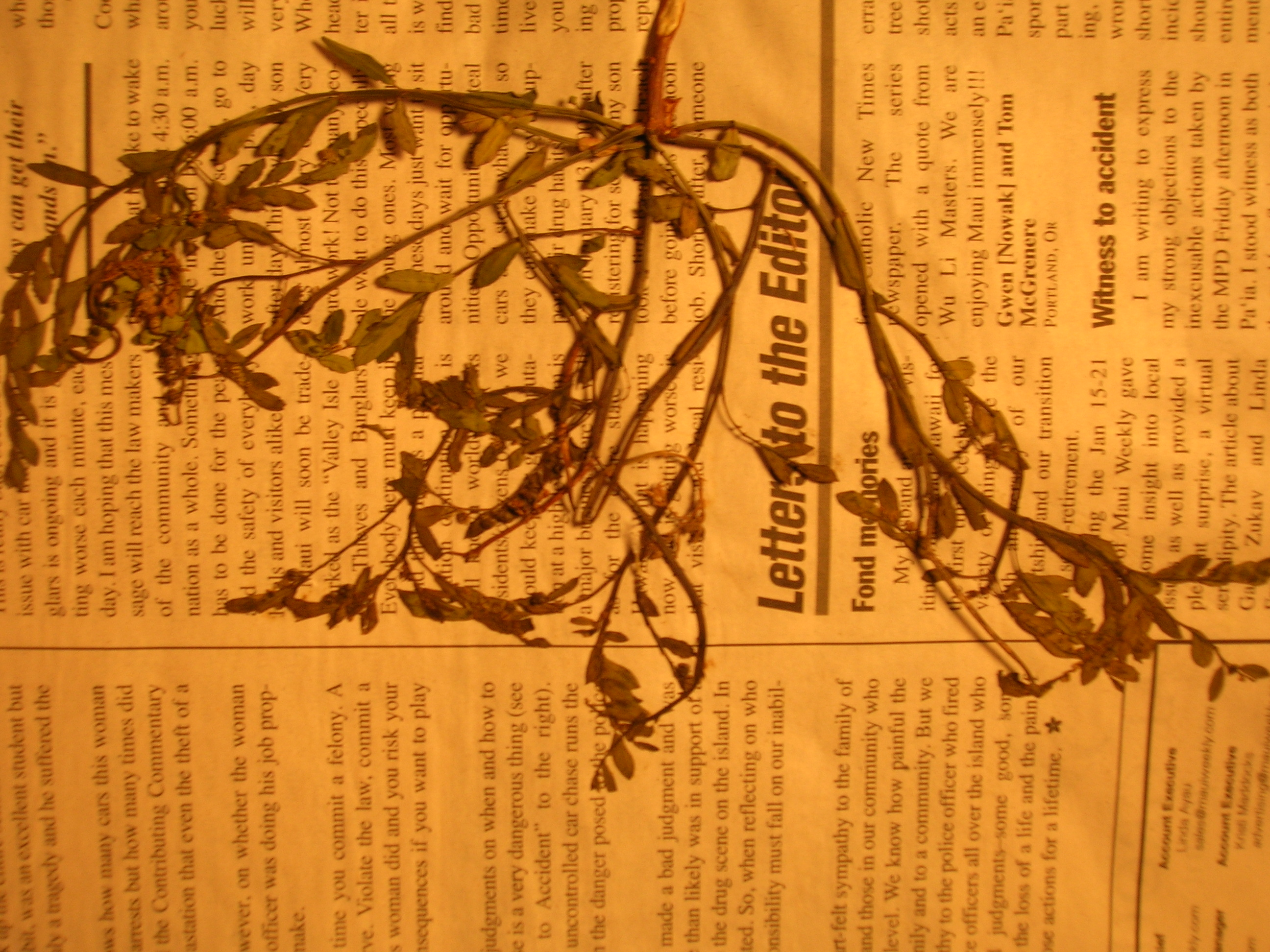
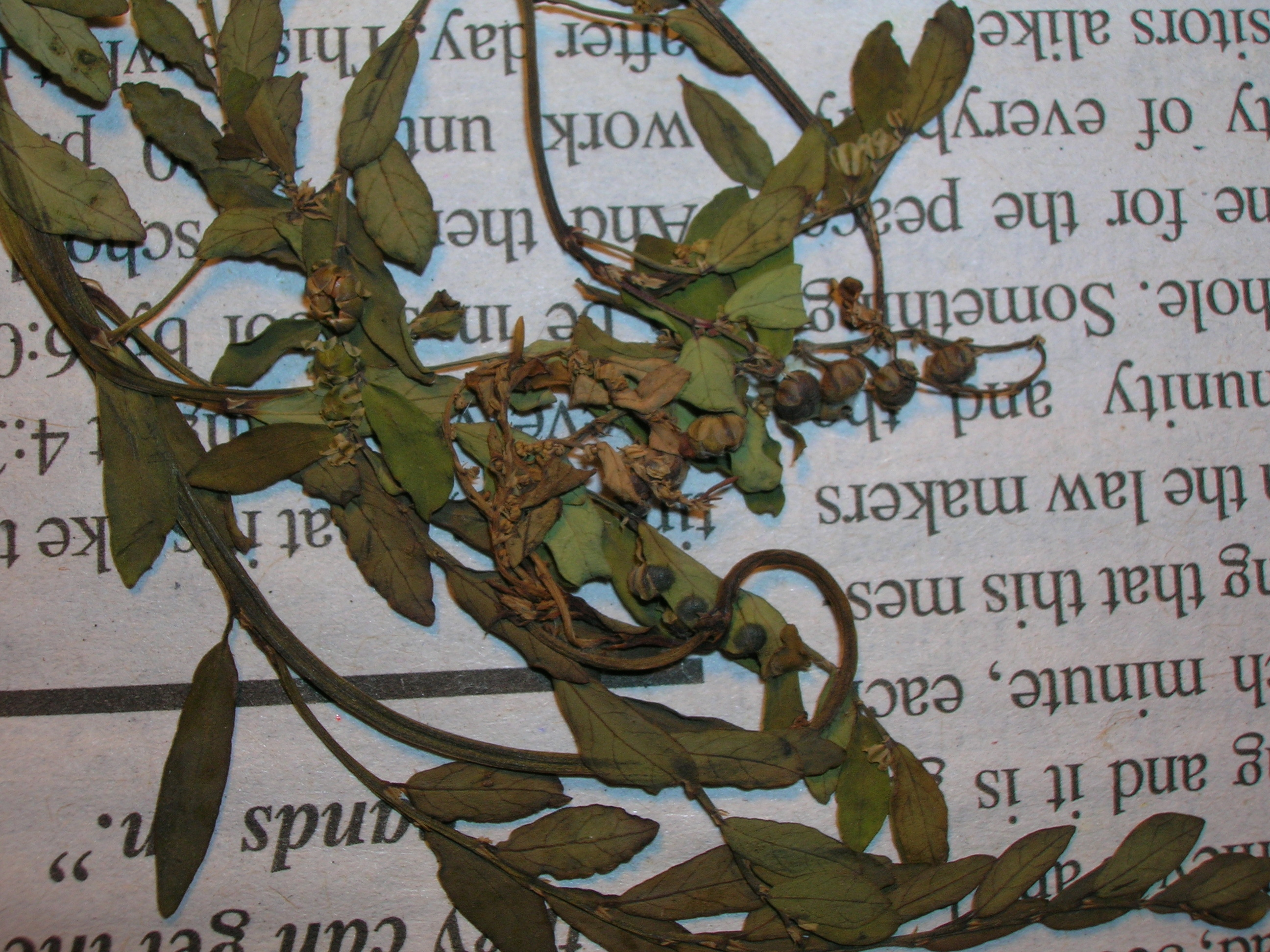